# Vroncourt
Vroncourt é uma comuna francesa na região administrativa de Grande Leste, no departamento de Meurthe-et-Moselle. Estende-se por uma área de 4,16 km². Em 2010 a comuna tinha 267 habitantes (densidade: 64,2 hab./km²).